# Metalectra carneomacula
Metalectra carneomacula är en fjärilsart som beskrevs av Achille Guenée 1852. Metalectra carneomacula ingår i släktet Metalectra och familjen nattflyn. Inga underarter finns listade i Catalogue of Life.